# Hà Huyền Chi
Hà Huyền Chi (sinh ngày 21 tháng 12 năm 1935) là một nam nhà thơ, nhà văn, đạo diễn, diễn viên nổi tiếng trước 1975 thời Việt Nam Cộng hòa.

## Tiểu sử
Hà Huyền Chi tên thật là Đặng Trí Hoàn, sinh ngày 21 tháng 12 năm 1935 tại Hà Nội.
- Năm 1954, ông di cư vào Nam một mình.
- Năm 1957, nhập ngũ khóa 14 Trường Võ bị Quốc gia Đà Lạt. Sau đó ra trường được cử làm thiếu úy Trung đội trưởng thuộc Tiểu đoàn 5 Nhảy dù. Năm 1973 rã ngũ với chức vụ thiếu tá trưởng phòng ấn họa Cục Tâm lý chiến.
- Năm 1975 sang Mỹ và hiện cư ngụ tại tiểu bang Washington cùng gia đình.

## Sự nghiệp

### Thơ văn
Hà Huyền Chi tập làm thơ hồi còn rất trẻ, tác phẩm đầu tay của ông là Saut Đêm xuất bản vào năm 1963. Bắt đầu nổi tiếng với bài đầu tiên được đăng trên báo Chiến sĩ Cộng hòa: "Không Gian Vương Dấu Giầy". Nhiều bài thơ của ông được phổ nhạc mà tiêu biểu là bài "Lệ đá" của nhạc sĩ Trần Trịnh, "Goá Phụ Ngây Thơ" của nhạc sĩ Trần Thiện Thanh. Các bút danh khác của ông là Mậu Binh, Hồ An, Mã Tử, Hạc Bút Ông.
Tính từ năm 1963 đến nay ông đã có 17 tập thơ được xuất bản:
Thơ
- Saut Đêm (1963)
- Khu Vườn Chim Sẻ (1970)
- Những Nụ Gai Mòn (1970)
- Rừng Ái Ân (1970)
- Vũng Tối Đầy (1970)
- Còn Gì Cho Anh (1971)
- Bước Đam Mê (1971)
- Mưa Đêm Trong Chiến Hào (1971)
- Thằng Thái Bình (1974)
- Trên Cánh Đồng Mây (1975)
- Cho Mặt Trời (1975)
- Tên Nô Lệ Mới (1979)
- Như Đá Ngàn Năm (1981)
- Cõi Buồn Trên Ta (1984)
- Đời Bỗng Dưng Thừa (1987)
- Hành Trình 30 Năm Thơ Hà Huyền Chi (1988)
- Thơ Đen (1991)
- Thơ Kẽm Gai (1994)
- Tháng Một Buồn (1994)
- Thơ Trong Da Ngựa (1995)
- Một Túi Bình Sinh Một Túi Thơ (1996)
- Đồng Thiếp (1996)
- Bão Đầy (1998)
- Bên Trời Mài Kiếm (thơ song ngữ Anh-Việt) (1999)
- Sóng Ngầm (2003)

Truyện dài

## Điện ảnh
Đóng 8 phim và đạo diễn 2 phim.

## Giải thưởng
- Giải Phóng sự Tiền phong (1967)
- Giải Văn Học Nghệ thuật bộ môn thơ (1971)
- Giải Tượng Vàng (1972)
- Giải Văn học Nghệ thuật toàn quốc bộ môn điện ảnh (1974)